# Edizioni di Lucca Summer Festival

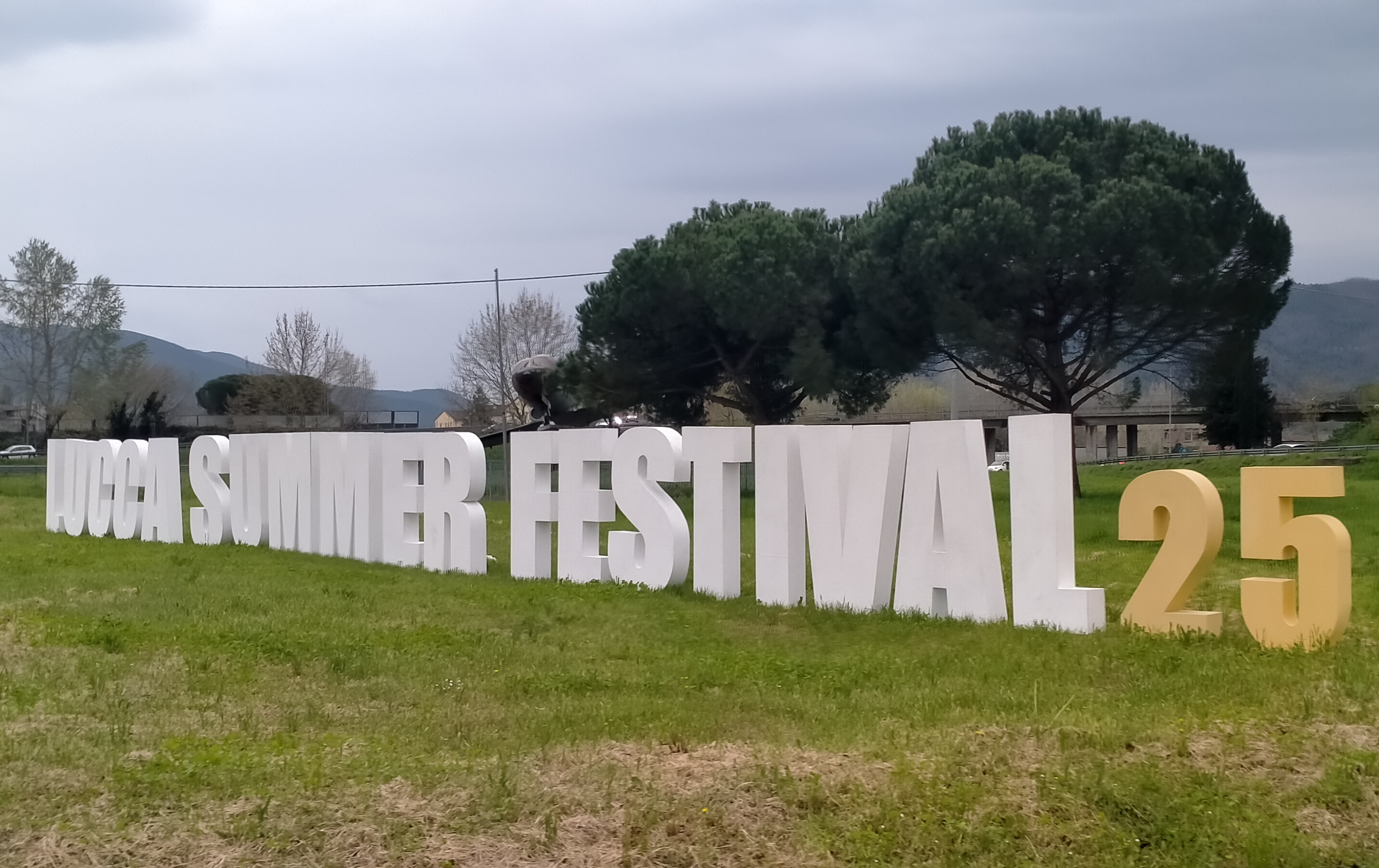
Pubblicità di LSF 25 all'uscita autostradale Lucca Est

In questa voce sono elencate e descritte le edizioni Il Lucca Summer Festival, abbreviato in LSF, è uno tra i più importanti e longevi festival musicali italiani, organizzato a Lucca dal 1998.

## Edizioni

### Anni 1990

#### 1998
| Data      | Location           | Artista/Gruppo                                                  | Nazionalità                                                          | Generi musicali principali                                        | Tournée           | Note |
| --------- | ------------------ | --------------------------------------------------------------- | -------------------------------------------------------------------- | ----------------------------------------------------------------- | ----------------- | ---- |
| 6 luglio  | Piazza Napoleone   | Bob Dylan                                                       | USA                                                                  | Folk rock, Musica d'autore, Country rock, Gospel                  | Never Ending Tour |      |
| 13 luglio | Piazza Anfiteatro  | George Benson Band                                              | USA                                                                  | Jazz, Funk, R&B, Pop                                              |                   |      |
| 14 luglio | Piazza San Martino | "Latin Crossings": Arturo Sandoval, Tito Puente e Steve Winwood | - Arturo Sandoval: Cuba / USA - Tito Puente: USA - Steve Winwood: UK | Latin jazz, Jazz, Mambo, Salsa, Soul bianco, R&B, Pop, Blues rock | Latin Crossings   |      |
| 28 luglio | Piazza San Martino | Joe Cocker                                                      | UK                                                                   | Blues, Pop, Rock, Soul bianco                                     |                   |      |

#### 1999
| Data      | Location                        | Artista/Gruppo                                               | Nazionalità                             | Generi musicali principali                                                             | Tournée                    | Note |
| --------- | ------------------------------- | ------------------------------------------------------------ | --------------------------------------- | -------------------------------------------------------------------------------------- | -------------------------- | ---- |
| 2 luglio  | Piazza Napoleone                | Elton John                                                   | UK                                      | Pop, Piano rock                                                                        | An Evening with Elton John |      |
| 9 luglio  | Stadio dei Pini, Viareggio (LU) | Backstreet Boys                                              | USA                                     | Dance pop, Pop rock                                                                    | Into the Millennium Tour   |      |
| 11 luglio | Piazza Anfiteatro               | Branford Marsalis                                            | USA                                     | Jazz                                                                                   |                            |      |
| 13 luglio | Piazza Napoleone                | Pino Daniele                                                 | Italia                                  | Pop, Canzone napoletana, Pop rock, Blues, World music                                  |                            |      |
| 20 luglio | Piazza Anfiteatro               | Herbie Hancock & Giorgia                                     | - Herbie Hancock: USA - Giorgia: Italia | Jazz modale, Jazz funk, Hard bop, Post-bop, Fusion, Funk & Pop, Soul, Contemporary R&B |                            |      |
| 22 luglio | Piazza Anfiteatro               | Pat Metheny Trio: Pat Metheny, Bill Stewart, Larry Grenadier | USA                                     | Fusion, Jazz, World music, Latin jazz                                                  |                            |      |
| 23 luglio | Piazza Anfiteatro               | David Sanborn                                                | USA                                     | Fusion, Jazz, Rock, Funk                                                               |                            |      |
| 24 luglio | Piazza Anfiteatro               | Bill Wyman's Rhythm Kings                                    | UK                                      | Rock & roll, Hard rock, Blues rock, Rock psichedelico, Pop rock                        |                            |      |
| 26 luglio | Piazza Anfiteatro               | Al Jarreau                                                   | USA                                     | Jazz, R&B, Pop, Scat                                                                   |                            |      |
| 27 luglio | Piazza Anfiteatro               | James Taylor                                                 | USA                                     | Rock, Country, Country rock, Folk rock                                                 |                            |      |

### Anni 2000

#### 2000
| Data      | Location           | Artista/Gruppo                | Nazionalità                            | Generi musicali principali                                                                   | Tournée      | Note |
| --------- | ------------------ | ----------------------------- | -------------------------------------- | -------------------------------------------------------------------------------------------- | ------------ | ---- |
| 5 luglio  | Piazza San Martino | Joe Cocker                    | UK                                     | Blues, Pop, Rock, Soul bianco                                                                |              |      |
| 13 luglio | Piazza San Martino | Alanis Morissette             | Canada / USA                           | Alt rock, Pop rock                                                                           | The One Tour |      |
| 17 luglio | Piazza San Martino | The Cranberries               | Irlanda                                | Alt rock, Celtic rock                                                                        |              |      |
| 18 luglio | Piazza San Martino | Buena Vista Social Club       | Cuba                                   | Son cubano, Bolero latino americano, Danzón                                                  |              |      |
| 19 luglio | Piazza Anfiteatro  | Michael Brecker & Pat Metheny | USA                                    | Jazz, Fusion, Pop & Fusion, Jazz, World music, Latin jazz                                    |              |      |
| 20 luglio | Piazza Anfiteatro  | Ray Charles                   | USA                                    | Jazz, Rhythm and blues, Blues, Jump blues, Soul, Southern soul, Piano blues, Pop soul, Urban |              |      |
| 21 luglio | Piazza Anfiteatro  | Joan Baez                     | USA                                    | Folk rock, Country rock                                                                      |              |      |
| 22 luglio | Piazza Anfiteatro  | Natalie Cole                  | USA                                    | Jazz, Swing, Pop, R&B                                                                        |              |      |
| 23 luglio | Piazza Anfiteatro  | Lionel Richie & Giorgia       | - Lionel Richie: USA - Giorgia: Italia | Soul, Soft rock, R&B, Pop, Urban & Pop, Soul, Contemporary R&B                               |              |      |
| 24 luglio | Piazza Anfiteatro  | Oscar D'León                  | Venezuela                              | Salsa                                                                                        |              |      |
| 28 luglio | Piazza Anfiteatro  | Youssou N'Dour                | Senegal                                | Mbalax                                                                                       |              |      |

#### 2001
| Data      | Location          | Artista/Gruppo                                | Nazionalità                       | Generi musicali principali                                                                                     | Tournée                      | Note                   |
| --------- | ----------------- | --------------------------------------------- | --------------------------------- | --- | ---------------------------- | ---------------------- |
| 7 luglio  | Piazza Napoleone  | Mark Knopfler                                 | UK                                | Rock, Folk rock                                                                                                | Sailing to Philadelphia Tour |                        |
| 10 luglio | Piazza Anfiteatro | Los Van Van                                   | Cuba                              | Songo, Timba                                                                                                   |                              |                        |
| 11 luglio | Piazza Anfiteatro | Marcus Miller                                 | USA                               | Jazz, Fusion, R&B, Rock, Funk                                                                                  |                              |                        |
| 14 luglio | Piazza Napoleone  | Eagles                                        | USA                               | Rock, Country rock, Hard rock, Soft rock                                                                       |                              | Debutto live in Italia |
| 15 luglio | Piazza Anfiteatro | Giorgia                                       | Italia                            | Pop, Soul, Contemporary R&B                                                                                    | Senza ali Tour               |                        |
| 17 luglio | Piazza Anfiteatro | Gilberto Gil & Milton Nascimento              | Brasile                           | Samba, Tropicalismo & Musica popolare brasiliana, Samba, Pop                                                   |                              |                        |
| 18 luglio | Piazza Anfiteatro | George Benson                                 | USA                               | Jazz, Funk, R&B, Pop                                                                                           |                              |                        |
| 20 luglio | Piazza Anfiteatro | CPR (David Crosby, Jeff Pevar, James Raymond) | USA                               | Folk rock |                              |                        |
| 21 luglio | Piazza Napoleone  | Neil Young e Crazy Horse                      | - Canada / USA - Crazy Horse: USA | Folk rock, Country rock, Rock psichedelico, Hard rock, Grunge, Musica d'autore e Rock, Country rock, Folk rock | EuroTour 2001                |                        |

#### 2002
| Data      | Location           | Artista/Gruppo                                                                            | Nazionalità                                         | Generi musicali principali | Tournée                               | Note |
| --------- | ------------------ | ----------------------------------------------------------------------------------------- | --------------------------------------------------- | --- | ------------------------------------- | ---- |
| 3 luglio  | Piazza Napoleone   | Jamiroquai                                                                                | UK                                                  | Acid jazz, Funk |                                       |      |
| 5 luglio  | Piazza Napoleone   | "Quartetto": Ron, Pino Daniele, Fiorella Mannoia, Francesco De Gregori                    | Italia                                              | Musica d'autore, Pop, Pop rock, Folk, Canzone napoletana, Blues, World music                                                                                              |                                       |      |
| 6 luglio  | Piazza Napoleone   | Paul Simon                                                                                | USA                                                 | Pop rock, Folk rock, Soft rock, World music |                                       |      |
| 8 luglio  | Piazza Napoleone   | Keith Jarrett                                                                             | USA                                                 | Jazz, Classica, Improvvisazione libera |                                       |      |
| 10 luglio | Stadio Porta Elisa | Renato Zero                                                                               | Italia                                              | Glam rock, Pop rock |                                       |      |
| 15 luglio | Piazza Napoleone   | David Bowie, apri concerto: Bluvertigo, Travis                                            | - David Bowie: UK - Bluvertigo: Italia - Travis: UK | Glam rock, Art rock apri concerto: New Wave, Alt rock, Rock sperimentale, Rock elettronico, Synth pop, Post-punk, New romantic Britpop, Alt rock, Post-grunge, Indie rock | David Bowie: Heathen Tour             |      |
| 16 luglio | Piazza Napoleone   | Rod Stewart                                                                               | UK                                                  | Pop rock, Blues rock, Disco |                                       |      |
| 17 luglio | Piazza Napoleone   | Oasis (Liam Gallagher, Noel Gallagher, Gem Archer, Andy Bell, Jay Darlington, Alan White) | UK                                                  | Britpop, Indie rock | Heathen Chemistry Tour                |      |
| 21 luglio | Piazza Napoleone   | Giorgia                                                                                   | Italia                                              | Pop, Soul, Contemporary R&B | Le cose non vanno mai come credi Tour |      |
| 22 luglio | Piazza Napoleone   | Zucchero Fornaciari                                                                       | Italia                                              | Pop, Blues, Soul, Rock | Zucchero Shake Tour                   |      |

#### 2003
| Data      | Location         | Artista/Gruppo                                                                      | Nazionalità                                                           | Generi musicali principali         | Tournée             | Note |
| --------- | ---------------- | ----------------------------------------------------------------------------------- | --------------------------------------------------------------------- | ---------------------------------- | ------------------- | ---- |
| 8 luglio  | Piazza Napoleone | Toto (Steve Lukather, David Paich, Bobby Kimball, Mike Porcaro, Tony Spinner, ecc.) | USA                                                                   | Rock, Fusion                       |                     |      |
| 11 luglio | Piazza Napoleone | Craig David                                                                         | UK                                                                    | Contemporary R&B, UK garage, Dance |                     |      |
| 13 luglio | Piazza Napoleone | Alanis Morissette                                                                   | Canada / USA                                                          | Alt rock, Pop rock                 |                     |      |
| 15 luglio | Piazza Napoleone | Elton John                                                                          | UK                                                                    | Pop, Piano rock                    |                     |      |
| 16 luglio | Piazza Napoleone | Simply Red (Mick Hucknall, Ian Kirkham, Gota Yashiki, ecc.)                         | UK (Mick Hucknall: UK, Ian Kirkham: UK, Gota Yashiki: Giappone, ecc.) | Pop, Soul, R&B, Soul bianco        |                     |      |
| 22 luglio | Piazza Napoleone | Giorgia                                                                             | Italia                                                                | Pop, Soul, Contemporary R&B        | Ladra di vento Tour |      |
| 23 luglio | Piazza Napoleone | Sergio Cammariere                                                                   | Italia                                                                | Jazz, pop                          |                     |      |
| 24 luglio | Piazza Napoleone | Wynton Marsalis                                                                     | USA                                                                   | Jazz, Classica                     |                     |      |
| 25 luglio | Piazza Napoleone | Diana Krall                                                                         | Canada                                                                | Jazz, Bossa nova, Pop              |                     |      |

#### 2004
| Data      | Location         | Artista/Gruppo                            | Nazionalità                                             | Generi musicali principali                              | Tournée                | Note |
| --------- | ---------------- | ----------------------------------------- | ------------------------------------------------------- | ------------------------------------------------------- | ---------------------- | ---- |
| 2 luglio  | Piazza Napoleone | Patti LaBelle                             | USA                                                     | R&B, Funk, Philadelphia soul, Disco, Gospel             |                        |      |
| 5 luglio  | Piazza Napoleone | Giorgia / The Black Eyed Peas             | - Giorgia: Italia - The Black Eyed Peas: USA            | Pop, Soul, Contemporary R&B / Alt hip hop, Pop rap      |                        |      |
| 11 luglio | Piazza Napoleone | Michael Bublé apri concerto: Cesare Picco | - Michael Bublé: Canada / Italia - Cesare Picco: Italia | Pop, Swing, Jazz apri concerto: Jazz, Sperimentale      |                        |      |
| 13 luglio | Piazza Napoleone | James Taylor / Bonnie Raitt               | USA                                                     | Rock, Country, Country rock, Folk rock / Blues, Country |                        |      |
| 14 luglio | Piazza Napoleone | Dido                                      | UK                                                      | Downtempo, Elettropop, Folktronica, Trip hop            |                        |      |
| 15 luglio | Piazza Napoleone | Eros Ramazzotti                           | Italia                                                  | Pop rock, Pop latino                                    | 9 world tour 2003-2004 |      |
| 16 luglio | Piazza Napoleone | Alicia Keys                               | USA                                                     | Contemporary R&B, Soul, Neo soul                        |                        |      |
| 17 luglio | Piazza Napoleone | Burt Bacharach                            | USA                                                     | Easy listening, Pop                                     |                        |      |
| 19 luglio | Piazza Napoleone | Peter Gabriel                             | UK                                                      | Art rock, World music                                   |                        |      |
| 21 luglio | Piazza Napoleone | Macy Gray / Le Vibrazioni                 | - Macy Gray: USA - Le Vibrazioni: Italia                | Contemporary R&B, Soul / Alt rock, Pop rock, Pop        |                        |      |
| 29 luglio | Piazza Napoleone | Pink                                      | USA                                                     | Contemporary R&B, Pop rock, Pop                         | Try This Tour          |      |

#### 2005
| Data      | Location           | Artista/Gruppo                                                    | Nazionalità                                                         | Generi musicali principali                                    | Tournée                 | Note                       |
| --------- | ------------------ | ----------------------------------------------------------------- | ------------------------------------------------------------------- | ------------------------------------------------------------- | ----------------------- | -------------------------- |
| 16 giugno | Piazza Napoleone   | Blue                                                              | UK                                                                  | Pop, Teen pop                                                 |                         | Anteprima Summer Festival  |
| 5 luglio  | Piazza Napoleone   | Alan Soul & Alanselzer                                            | Italia                                                              | Soul, R&B                                                     |                         |                            |
| 6 luglio  | Piazza Napoleone   | Crosby, Stills & Nash (David Crosby, Stephen Stills, Graham Nash) | USA (David Crosby: USA, Stephen Stills: USA, Graham Nash: UK / USA) | Folk rock, West Coast rock, Country rock, Soft rock, Pop rock |                         |                            |
| 9 luglio  | Piazza Napoleone   | George Benson                                                     | USA                                                                 | Jazz, Funk, R&B, Pop                                          |                         |                            |
| 14 luglio | Piazza Napoleone   | Lauryn Hill                                                       | USA                                                                 | Hip hop soul, Contemporary R&B, Neo soul                      |                         |                            |
| 15 luglio | Piazza Napoleone   | Jamiroquai                                                        | UK                                                                  | Acid jazz, Funk                                               |                         |                            |
| 17 luglio | Piazza Napoleone   | Youssou N'Dour                                                    | Senegal                                                             | Mbalax                                                        |                         |                            |
| 18 luglio | Piazza Napoleone   | Terence Blanchard apri concerto: Cesare Picco                     | - Terence Blanchard: USA - Cesare Picco: Italia                     | Jazz apri concerto: Jazz, Sperimentale                        |                         |                            |
| 19 luglio | Piazza Napoleone   | Fiorello                                                          | Italia                                                              | Pop                                                           |                         |                            |
| 20 luglio | Piazza San Martino | Subsonica                                                         | Italia                                                              | Dance, Electronica, Pop rock, Alt rock                        |                         |                            |
| 21 luglio | Piazza Napoleone   | Van Morrison                                                      | UK                                                                  | R&B, Soul bianco                                              |                         | Unica data estiva italiana |
| 22 luglio | Piazza Napoleone   | Giorgia                                                           | Italia                                                              | Pop, Soul, Contemporary R&B                                   | Unplugged Sessions Tour |                            |
| 23 luglio | Piazza Napoleone   | James Brown                                                       | USA                                                                 | Funk, Soul, R&B, Gospel                                       |                         |                            |

#### 2006
| Data      | Location           | Artista/Gruppo                                                                             | Nazionalità | Generi musicali principali                                                 | Tournée | Note              |
| --------- | ------------------ | ------------------------------------------------------------------------------------------ | --- | -------------------------------------------------------------------------- | ------- | ----------------- |
| 7 luglio  | Piazza Napoleone   | Eric Clapton apri concerto: Robert Cray                                                    | - Eric Clapton: UK - Robert Cray: USA                                                                                              | Blues, Rock, Blues rock, Country, Pop, Gospel, Reggae apri concerto: Blues |         |                   |
| 11 luglio | Piazza Napoleone   | Riccardo Cocciante                                                                         | Italia/ Francia | Pop, Musica d'autore, Chanson                                              |         |                   |
| 12 luglio | Piazza Napoleone   | Roger Waters                                                                               | UK | Prog rock, Rock psichedelico                                               |         |                   |
| 13 luglio | Piazza Napoleone   | Tracy Chapman supporter: Ben Taylor                                                        | USA | Folk, Blues rock supporter: Pop, Country                                   |         |                   |
| 14 luglio | Piazza Napoleone   | Carlos Santana e il suo gruppo                                                             | Messico / USA | Rock, Blues rock, Fusion, Rock latino, Latino metal                        |         |                   |
| 17 luglio | Piazza Napoleone   | Serata Hip hop: Coolio + Tormento + Big Fish feat. Esa and Kelly Joyce + Amir + Emanuel Lo | - Coolio: USA - Tormento: Italia - Big Fish: Italia feat. Esa: Italia and Kelly Joyce: Francia - Amir: Italia - Emanuel Lo: Italia | Hip hop                                                                    |         | Concerto gratuito |
| 18 luglio | Piazza Napoleone   | Lee Ryan                                                                                   | UK | Soul, Pop                                                                  |         |                   |
| 20 luglio | Piazza Napoleone   | Massive Attack                                                                             | UK | Trip hop                                                                   |         |                   |
| 23 luglio | Piazza San Martino | Giorgia                                                                                    | Italia | Pop, Soul, Contemporary R&B                                                |         |                   |
| 25 luglio | Piazza Napoleone   | Placebo                                                                                    | UK | Alt rock, Neo-glam                                                         |         |                   |
| 30 luglio | Piazza Napoleone   | Simply Red (Mick Hucknall, Ian Kirkham, ecc.) supporter: Nate James                        | UK | Pop, Soul, R&B, Soul bianco supporter: Pop, Soul                           |         |                   |

#### 2007
| Data      | Location           | Artista/Gruppo | Nazionalità | Generi musicali principali                  | Tournée                         | Note                |
| --------- | ------------------ | -------------- | ----------- | ------------------------------------------- | ------------------------------- | ------------------- |
| 8 luglio  | Piazza Napoleone   | Tormento       | Italia      | Hip hop                                     |                                 |                     |
| 9 luglio  | Piazza Napoleone   | John Legend    | USA         | Neo soul, Contemporary R&B, Pop             |                                 |                     |
| 10 luglio | Piazza Napoleone   | Elton John     | UK          | Pop, Piano rock                             | The Captain and the Kid Tour    |                     |
| 11 luglio | Piazza Napoleone   | Dionne Warwick | USA         | Soul, R&B, Smooth soul, Pop,Gospel          |                                 |                     |
| 14 luglio | Piazza Napoleone   | Norah Jones    | USA         | Country blues, Folk, Tradizionale           |                                 | Unica data italiana |
| 16 luglio | Piazza Napoleone   | Ricky Martin   | Porto Rico  | Pop latino                                  | Black and White Tour            |                     |
| 19 luglio | Stadio Porta Elisa | George Michael | UK          | Pop, Dance pop                              | 25 Live                         |                     |
| 20 luglio | Piazza Napoleone   | Joss Stone     | UK          | Contemporary R&B, Soul, Soul bianco, Reggae |                                 |                     |
| 22 luglio | Piazza Napoleone   | Elisa          | Italia      | Pop, Pop rock                               | Soundtrack Live Tour – 2ª parte |                     |
| 24 luglio | Piazza Napoleone   | Lauryn Hill    | USA         | Hip hop soul, Contemporary R&B, Neo soul    |                                 |                     |
| 28 luglio | Piazza Napoleone   | Steely Dan     | USA         | Fusion, Soft rock, Pop rock                 |                                 |                     |

#### 2008
| Data      | Location         | Artista/Gruppo                                      | Nazionalità                                  | Generi musicali principali                                     | Tournée                      | Note |
| --------- | ---------------- | --------------------------------------------------- | -------------------------------------------- | -------------------------------------------------------------- | ---------------------------- | ---- |
| 5 luglio  | Piazza Napoleone | Patty Pravo apri concerto: Stefano Picchi           | Italia                                       | Pop, Beat, Chanson apri concerto: Pop                          |                              |      |
| 6 luglio  | Piazza Napoleone | Sheryl Crow                                         | USA                                          | Pop, Country, Folk, Blues rock                                 |                              |      |
| 8 luglio  | Piazza Napoleone | Erykah Badu                                         | USA                                          | Neo soul, Contemporary R&B, Jazz                               | The Vortex World Tour        |      |
| 11 luglio | Piazza Napoleone | Enzo Avitabile                                      | Italia                                       | World music, Canzone napoletana, Fusion, Soul, Funk, Folk      |                              |      |
| 16 luglio | Piazza Napoleone | Mario Biondi e Duke Orchestra apri concerto: Karima | Italia                                       | Soul, Contemporary R&B, Jazz apri concerto: Pop, Soul, Musical |                              |      |
| 18 luglio | Piazza Napoleone | Ennio Morricone                                     | Italia                                       | Colonna sonora                                                 |                              |      |
| 20 luglio | Piazza Napoleone | Alicia Keys                                         | USA                                          | Contemporary R&B, Soul, Neo soul                               | As I Am Tour                 |      |
| 23 luglio | Piazza Napoleone | Mick Hucknall apri concerto: Chiara Civello         | - Mick Hucknall: UK - Chiara Civello: Italia | Pop soul, R&B apri concerto: Jazz, Pop                         |                              |      |
| 26 luglio | Piazza Napoleone | Chicago                                             | USA                                          | Rock, Soft rock, Pop rock, Fusion                              |                              |      |
| 27 luglio | Piazza Napoleone | Leonard Cohen                                       | Canada                                       | Folk rock, Musica d'autore                                     | Leonard Cohen Tour 2008–2010 |      |

#### 2009
| Data      | Location         | Artista/Gruppo                                            | Nazionalità                                     | Generi musicali principali                                                                 | Tournée             | Note                |
| --------- | ---------------- | --------------------------------------------------------- | ----------------------------------------------- | ------------------------------------------------------------------------------------------ | ------------------- | ------------------- |
| 5 luglio  | Piazza Napoleone | Dave Matthews Band apri concerto: Yuri                    | - Dave Matthews Band: USA - Yuri: Messico       | Alt rock, Fusion apri concerto: Pop latino, Dance                                          |                     | Unica data italiana |
| 8 luglio  | Piazza Napoleone | Anastacia                                                 | USA                                             | Pop rock, Soul bianco, Dance pop                                                           | Heavy Rotation Tour |                     |
| 10 luglio | Piazza Napoleone | Biagio Antonacci                                          | Italia                                          | Pop                                                                                        |                     |                     |
| 11 luglio | Piazza Napoleone | Lenny Kravitz apri concerto: Alain Clark                  | - Lenny Kravitz: USA - Alain Clark: Paesi Bassi | Rock, Neopsichedelia, Hard rock apri concerto: Soul, Pop                                   |                     |                     |
| 15 luglio | Piazza Napoleone | Enzo Avitabile con I Bottari e Scorribanda                | Italia                                          | World music, Canzone napoletana, Fusion, Soul, Funk, Folk con: World music, Banda musicale |                     |                     |
| 16 luglio | Piazza Napoleone | James Taylor feat. Excellent Band apri concerto: Amos Lee | USA                                             | Rock, Country, Country rock, Folk rock apri concerto: Soul, Folk, Blues, Fusion            |                     |                     |
| 18 luglio | Piazza Napoleone | Burt Bacharach apri concerto: Karima                      | - Burt Bacharach: USA - Karima: Italia          | Easy listening, Pop apri concerto: Pop, Soul, Musical                                      |                     |                     |
| 24 luglio | Piazza Napoleone | James Morrison e Amy Macdonald                            | UK                                              | Pop, Soft rock, Soul e Rock, Pop                                                           |                     |                     |
| 25 luglio | Piazza Napoleone | Moby                                                      | USA                                             | Elettronica, Techno, Dance, Downtempo, Ambient                                             |                     |                     |
| 26 luglio | Piazza Napoleone | John Fogerty                                              | USA                                             | Rock                                                                                       |                     |                     |

### Anni 2010

#### 2010
| Data      | Location           | Artista/Gruppo                                                    | Nazionalità                                                         | Generi musicali principali                                                               | Tournée              | Note |
| --------- | ------------------ | ----------------------------------------------------------------- | ------------------------------------------------------------------- | ---------------------------------------------------------------------------------------- | -------------------- | ---- |
| 4 luglio  | Stadio Porta Elisa | Fiorello Show: Fiorello                                           | Italia                                                              | Varietà, Pop                                                                             | Fiorello Show Tour   |      |
| 9 luglio  | Piazza Napoleone   | Paco de Lucía                                                     | Spagna                                                              | Flamenco                                                                                 |                      |      |
| 10 luglio | Piazza Napoleone   | Mark Knopfler                                                     | UK                                                                  | Rock, Folk rock                                                                          | Get Lucky Tour       |      |
| 13 luglio | Piazza Napoleone   | Jeff Beck + ZZ Top                                                | - Jeff Beck: UK - ZZ Top: USA                                       | Rock strumentale, Fusion, Blues rock + Hard rock, Blues rock, Southern rock, Boogie rock |                      |      |
| 16 luglio | Piazza Napoleone   | Seal apri concerto: Noemi                                         | - Seal: UK - Noemi: Italia                                          | Contemporary R&B, Soul, Funk, Dance apri concerto: Pop                                   |                      |      |
| 17 luglio | Piazza Napoleone   | Eros Ramazzotti                                                   | Italia                                                              | Pop rock, Pop latino                                                                     | World Tour 2009-2010 |      |
| 18 luglio | Piazza Napoleone   | Crosby, Stills & Nash (David Crosby, Stephen Stills, Graham Nash) | USA (David Crosby: USA, Stephen Stills: USA, Graham Nash: UK / USA) | Folk rock, West Coast rock, Country rock, Soft rock, Pop rock                            |                      |      |
| 20 luglio | Piazza San Martino | Paolo Nutini                                                      | UK                                                                  | Soft rock, Blues, Adult alt rock, Soul bianco, Musica d'autore                           |                      |      |
| 23 luglio | Piazza Napoleone   | Simply Red (Mick Hucknall, Ian Kirkham, ecc.)                     | UK                                                                  | Pop, Soul, R&B, Soul bianco                                                              |                      |      |
| 24 luglio | Piazza Napoleone   | Karima                                                            | Italia                                                              | Pop, Soul, Musical                                                                       |                      |      |
| 27 luglio | Piazza Napoleone   | Placebo                                                           | UK                                                                  | Alt rock, Neo-glam                                                                       |                      |      |

#### 2011
| Data      | Location         | Artista/Gruppo                                       | Nazionalità                                  | Generi musicali principali | Tournée              | Note                |
| --------- | ---------------- | ---------------------------------------------------- | -------------------------------------------- | --- | -------------------- | ------------------- |
| 1 luglio  | Piazza Napoleone | Francesco Guccini                                    | Italia                                       | Musica d'autore |                      |                     |
| 5 luglio  | Piazza Napoleone | Burt Bacharach / Mario Biondi                        | - Burt Bacharach: USA - Mario Biondi: Italia | Easy listening, Pop / Soul, Contemporary R&B, Jazz |                      |                     |
| 8 luglio  | Piazza Napoleone | Zucchero Fornaciari                                  | Italia                                       | Pop, Blues, Soul, Rock | Chocabeck World Tour |                     |
| 9 luglio  | Piazza Napoleone | Arcade Fire                                          | Canada                                       | Indie rock, Alt rock |                      | Unica data italiana |
| 14 luglio | Piazza Napoleone | Elton John                                           | UK                                           | Pop, Piano rock | Greatest Hits Tour   |                     |
| 15 luglio | Piazza Napoleone | Joe Cocker / B.B. King                               | - Joe Cocker: UK - B.B. King: USA            | Blues, Pop, Rock, Soul bianco / Electric blues, Blues, Soul blues, Memphis blues                                                                              |                      |                     |
| 16 luglio | Piazza Napoleone | Amy Winehouse                                        | UK                                           | Jazz, Soul |                      | Concerto annullato  |
| 18 luglio | Piazza Napoleone | Ben Harper plus: Robert Randolph and the Family Band | USA                                          | Adult alt rock, Musica d'autore, Blues rock, Folk rock, Reggae, Funk rock plus: Contemporary R&B, Sacred Steel, Funk, Soul, Jam, Gospel, Country, Rock, Blues |                      |                     |
| 19 luglio | Piazza Napoleone | Liza Minnelli                                        | USA                                          | Pop, Swing, Musical |                      |                     |
| 21 luglio | Piazza Napoleone | James Blunt                                          | UK                                           | Soft rock, Pop, Folk pop, Pop rock |                      |                     |
| 23 luglio | Piazza Napoleone | Enrico Brignano                                      | Italia                                       | Talk show |                      |                     |
| 24 luglio | Piazza Napoleone | Jamiroquai                                           | UK                                           | Acid jazz, Funk |                      |                     |

#### 2012
| Data      | Location         | Artista/Gruppo                                                                                       | Nazionalità | Generi musicali principali                                                               | Tournée                                         | Note                                 |
| --------- | ---------------- | --- | --- | ---------------------------------------------------------------------------------------- | ----------------------------------------------- | ------------------------------------ |
| 29 giugno | Piazza Napoleone | Tom Petty & The Heartbreakers apri concerto: Jonathan Wilson                                         | USA | Heartland rock, Southern rock, Blues rock, Hard rock apri concerto: Indie folk, Alt rock |                                                 | Unica data italiana                  |
| 4 luglio  | Piazza Napoleone | Blink-182                                                                                            | USA | Pop punk, Skate punk                                                                     | 20th Anniversary Tour                           |                                      |
| 7 luglio  | Piazza Napoleone | Laura Pausini                                                                                        | Italia | Pop, Pop latino, Pop rock                                                                | Inedito World Tour 2011-2012                    |                                      |
| 13 luglio | Piazza Napoleone | Talenti lucchesi (Simone Soldati / Matteo Cesca / Ilaria Della Bidia)                                | Italia | Vari                                                                                     |                                                 | Evento gratuito                      |
| 14 luglio | Piazza Napoleone | Norah Jones                                                                                          | USA | Country blues, Folk, Tradizionale                                                        | Little Broken Hearts Tour                       | Unica data italiana                  |
| 15 luglio | Piazza Napoleone | Kasabian                                                                                             | UK | Alt rock, Indie rock, Rock elettronico, Neopsichedelia                                   |                                                 |                                      |
| 18 luglio | Piazza Napoleone | Roger Hodgson                                                                                        | UK | Prog rock                                                                                |                                                 |                                      |
| 19 luglio | Piazza Napoleone | Gossip                                                                                               | USA | Indie rock, Garage punk, Riot grrrl, Rockabilly, Lo-fi                                   |                                                 | Unica data italiana Evento annullato |
| 19 luglio | Piazza Napoleone | Magica Boola Brass-Band                                                                              | Italia | Pop, Jazz                                                                                |                                                 |                                      |
| 20 luglio | Piazza Napoleone | Franco Battiato                                                                                      | Italia | Sperimentale, Pop, Musica d'autore, Prog rock                                            |                                                 |                                      |
| 21 luglio | Piazza Napoleone | Duran Duran                                                                                          | UK | New wave, Synth pop, Dance rock, New romantic                                            | All You Need Is Now Tour                        |                                      |
| 28 luglio | Piazza Napoleone | Tony Bennett / Giorgia                                                                               | - Tony Bennett: USA - Giorgia: Italia                                                                                             | Pop, Swing, Jazz / Pop, Soul, Contemporary R&B                                           | Giorgia: Dietro le Apparenze Tour Seconda Parte |                                      |
| 29 luglio | Piazza Napoleone | Toto (Steve Lukather, David Paich, Joseph Williams, Steve Porcaro, Simon Phillips, Nathan East ecc.) | USA (Steve Lukather: USA, David Paich: USA, Joseph Williams: USA, Steve Porcaro: USA, Simon Phillips: UK, Nathan East: USA, ecc.) | Rock, Fusion                                                                             | Toto 2012 Summer Tour                           |                                      |

#### 2013
| Data      | Location         | Artista/Gruppo                                           | Nazionalità                                                           | Generi musicali principali | Tournée                           | Note |
| --------- | ---------------- | -------------------------------------------------------- | --------------------------------------------------------------------- | --- | --------------------------------- | --- |
| 6 luglio  | Piazza Napoleone | Diana Krall                                              | Canada                                                                | Jazz, Bossa nova, Pop |                                   | |
| 8 luglio  | Piazza Napoleone | Litfiba                                                  | Italia                                                                | Rock latino, New wave, Pop rock, Hard rock | 2013 Trilogia 1983/1989 Tour      | |
| 9 luglio  | Piazza Napoleone | Leonard Cohen                                            | Canada                                                                | Folk rock, Musica d'autore | Old Ideas World Tour              | |
| 10 luglio | Piazza Napoleone | Bryan Adams                                              | Canada                                                                | Rock | The Bare Bones Tour               | Unica data italiana |
| 11 luglio | Piazza Napoleone | Nick Cave and the Bad Seeds                              | Australia                                                             | Alt rock, Post-punk, Rock gotico, No wave |                                   | Unica data italiana |
| 13 luglio | Piazza Napoleone | Thirty Seconds to Mars                                   | USA                                                                   | Alt rock | Love, Lust, Faith and Dreams Tour | |
| 17 luglio | Piazza Napoleone | The Killers                                              | USA                                                                   | Alt rock | Battle Born World Tour            | |
| 18 luglio | Piazza Napoleone | Talenti Lucchesi                                         | Italia                                                                | Vari |                                   | Evento gratuito. Artisti e gruppi partecipanti: Orchestra dell’Istituto superiore di studi musicali Luigi Boccherini (diretta dal maestro Gian Paolo Mazzoli), Edoardo Barsotti & Anselmo Simini, Keos Dance Project (guidata da Stefano Puccinelli), Sara Vannelli, Gabriele Puccetti, Iacopo Grisafi, Samuele Cosentino, Giandomenico Anellino |
| 19 luglio | Piazza Napoleone | Mark Knopfler                                            | UK                                                                    | Rock, Folk rock | Privateering Tour                 | |
| 20 luglio | Piazza Napoleone | Alessandro Siani                                         | Italia                                                                | |                                   | |
| 21 luglio | Piazza Napoleone | Renzo Arbore, L'Orchestra Italiana                       | Italia                                                                | Canzone napoletana, Jazz, Swing, Blues |                                   | |
| 22 luglio | Piazza Napoleone | Earth, Wind & Fire                                       | USA                                                                   | Soul, R&B, Funk, Jazz, Disco, Smooth soul |                                   | |
| 25 luglio | Piazza Napoleone | Neil Young e Crazy Horse apri concerto: Devendra Banhart | - Neil Young: Canada / USA - Crazy Horse: USA - Devendra Banhart: USA | Folk rock, Country rock, Rock psichedelico, Hard rock, Grunge, Musica d'autore e Rock, Country rock, Folk rock apri concerto: Indie rock, New Weird America, Naturalismo | Alchemy Tour                      | |
| 27 luglio | Piazza Napoleone | Sigur Rós                                                | Islanda                                                               | Post-rock, Dream pop, Ambient, Art rock |                                   | |
| 30 luglio | Piazza Napoleone | Pino Daniele / Marcus Miller                             | - Pino Daniele: Italia - Marcus Miller: USA                           | Pop, Canzone napoletana, Pop rock, Blues, World music / Jazz, Fusion, R&B, Rock, Funk                                                                                    |                                   | |

#### 2014
| Data      | Location         | Artista/Gruppo | Nazionalità                                                                   | Generi musicali principali                                                                     | Tournée                  | Note                                                                                   |
| --------- | ---------------- | --- | ----------------------------------------------------------------------------- | ---------------------------------------------------------------------------------------------- | ------------------------ | -------------------------------------------------------------------------------------- |
| 2 luglio  | Piazza Napoleone | Eagles | USA                                                                           | Rock, Country rock, Hard rock, Soft rock                                                       |                          | Unica data italiana                                                                    |
| 7 luglio  | Piazza Napoleone | An evening of guitars: Tedeschi Trucks Band, Robben Ford, Jeff Beck (partecipazione di Jeff Beck annullata per problemi di salute) | - Tedeschi Trucks Band: USA - Robben Ford: USA - Jeff Beck: UK                | Blues rock, Blues, Soul, Blues, Fusion Rock strumentale, Fusion, Blues rock                    |                          | Concerto gratuito (a causa del tardivo ritiro di Jeff Beck dal programma della serata) |
| 10 luglio | Piazza Napoleone | The Prodigy | UK                                                                            | Techno hardcore, Big beat                                                                      |                          |                                                                                        |
| 11 luglio | Piazza Napoleone | Emma + Rufus Wainwright | - Emma: Italia - Rufus Wainwright: USA / Canada                               | Pop, Pop rock + Pop, Pop barocco                                                               |                          |                                                                                        |
| 15 luglio | Piazza Napoleone | Chic feat. Nile Rodgers apri concerto: Sheila E.                                                                                   | USA                                                                           | Disco, Dance, Funk, R&B, Pop, Rock                                                             |                          | Chic: Unica data italiana                                                              |
| 17 luglio | Piazza Napoleone | Elisa, ospiti: Marco Guazzone & STAG, Fiorella Mannoia, Marco Mengoni                                                              | Italia                                                                        | Pop, Pop rock ospiti: Alt rock, Pop, Colonna sonora, Neo soul, Contemporary R&B                | Elisa: L'anima vola tour |                                                                                        |
| 18 luglio | Piazza Napoleone | Giorgio Panariello | Italia                                                                        | Varietà                                                                                        | Panariello e basta 2.0   |                                                                                        |
| 20 luglio | Piazza Napoleone | Stevie Wonder | USA                                                                           | Soul, Pop soul, R&B, Funk, Synth pop, Jazz                                                     |                          | Unica data italiana                                                                    |
| 23 luglio | Piazza Napoleone | Backstreet Boys | USA                                                                           | Dance pop, Pop rock                                                                            |                          |                                                                                        |
| 24 luglio | Piazza Napoleone | Enzo Avitabile & Black Tarantella special guest: Daby Touré                                                                        | - Enzo Avitabile & Black Tarantella: Italia - Daby Touré: Mauritania/ Francia | World music, Canzone napoletana, Fusion, Soul, Funk, Folk special guest: Pop soul, World music |                          | Concerto gratuito                                                                      |
| 26 luglio | Piazza Napoleone | The National / Cat Power | USA                                                                           | Indie rock, Alt rock, Pop barocco / Alt rock, Indie rock, Folk rock                            |                          |                                                                                        |

#### 2015
| Data      | Location         | Artista/Gruppo                              | Nazionalità                                     | Generi musicali principali                                                                              | Tournée                       | Note |
| --------- | ---------------- | ------------------------------------------- | ----------------------------------------------- | --- | ----------------------------- | --- |
| 1 luglio  | Piazza Napoleone | Bob Dylan plus: Francesco De Gregori        | - Bob Dylan: USA - Francesco De Gregori: Italia | Folk rock, Musica d'autore, Country rock, Gospel plus: Folk rock, Musica d'autore, Pop rock             | Bob Dylan: Never Ending Tour  | |
| 5 luglio  | Piazza Napoleone | John Legend opening act: Fyfe               | - John Legend: USA - Fyfe: UK                   | Neo soul, Contemporary R&B, Pop opening act: Sperimentale, Indie pop, Indie rock, Elettronica           |                               | |
| 7 luglio  | Piazza Napoleone | Los Lobos                                   | USA                                             | Rock latino, Tex-Mex, Country rock, Roots rock                                                          |                               | Unica data italiana |
| 8 luglio  | Piazza Napoleone | Paolo Nutini special guest: Alabama Shakes  | - Paolo Nutini: UK - Alabama Shakes: USA        | Soft rock, Blues, Adult alt rock, Soul bianco, Musica d'autore special guest: Rock, Gospel, Black music |                               | |
| 9 luglio  | Piazza Napoleone | The Script                                  | Irlanda                                         | Pop rock, Indie rock, Alt rock, Folk rock, Soft rock, Pop                                               | No Sound Without Silence Tour | |
| 10 luglio | Piazza Napoleone | Billy Idol                                  | UK / USA                                        | New wave, Pop rock, Hard rock, Punk rock                                                                |                               | |
| 11 luglio | Piazza Napoleone | Elton John & His Band                       | UK                                              | Pop, Piano rock                                                                                         | All the Hits Tour             | |
| 16 luglio | Piazza Napoleone | Talenti lucchesi                            | Italia                                          | Vari |                               | Evento gratuito. Artisti e gruppi partecipanti: Michela Lombardi, Disturbanda, Club Magico Italiano sez. Lucca (Martina Ciani, Ignafire Gabriele Depietri), Fede e gli infedeli, Free Go, Tatiana Paggini, Emma Morton, Andare oltre si può (Iacopo Grisafi, Samuele Cosentino), Roberto Franchi, Paola Donato e New Studio Accademico Danza (diretto da Evelina Ricci e Grazia Filauro). |
| 20 luglio | Piazza Napoleone | Lauryn Hill                                 | USA                                             | Hip hop soul, Contemporary R&B, Neo soul                                                                |                               | |
| 22 luglio | Piazza Napoleone | Mark Knopfler                               | UK                                              | Rock, Folk rock                                                                                         | Tracker Tour                  | |
| 23 luglio | Piazza Napoleone | Robbie Williams                             | UK                                              | Pop, Britpop                                                                                            | Let Me Entertain You Tour     | Unica data italiana |
| 24 luglio | Piazza Napoleone | Fedez & J-Ax                                | Italia                                          | Pop, Elettrorap & Hip hop, Pop                                                                          |                               | |
| 26 luglio | Piazza Napoleone | Lenny Kravitz special guest: Gary Clark Jr. | USA                                             | Rock, Neopsichedelia, Hard rock special guest: Blues rock, Soul, R&B, Rock and roll                     |                               | |
| 28 luglio | Piazza Napoleone | Snoop Dogg plus: Marcus Miller              | USA                                             | Hip hop, G-funk plus: Jazz, Fusion, R&B, Rock, Funk                                                     |                               | Unica data italiana |

#### 2016
| Data      | Location         | Artista/Gruppo                                                      | Nazionalità                                                          | Generi musicali principali                                                                                      | Tournée                                                               | Note |
| --------- | ---------------- | ------------------------------------------------------------------- | -------------------------------------------------------------------- | --- | --------------------------------------------------------------------- | --- |
| 9 luglio  | Piazza Napoleone | On stage two performing legends: Van Morrison - Tom Jones           | UK                                                                   | R&B, Soul bianco - Soul, Pop, Pop rock, Country                                                                 |                                                                       | |
| 11 luglio | Piazza Napoleone | Marcus Miller - Beth Hart                                           | USA                                                                  | Jazz, Fusion, R&B, Rock, Funk - Blues, Pop, Rock, Gospel, Alt rock, Fusion                                      |                                                                       | |
| 12 luglio | Piazza Napoleone | Lionel Richie - Earth, Wind & Fire                                  | USA                                                                  | Soul, Soft rock, R&B, Pop, Urban - Soul, R&B, Funk, Jazz, Disco, Smooth soul                                    |                                                                       | |
| 13 luglio | Piazza Napoleone | Vinicio Capossela - Esperanza Spalding                              | - Vinicio Capossela: Italia - Esperanza Spalding: USA                | Musica d'autore, World music, Jazz, Folk - Jazz, Fusion, Bossa nova, Neo soul                                   | - Esperanza Spalding: Esperanza Spalding presents Emily's D+Evolution | |
| 16 luglio | Piazza Napoleone | Neil Young + Lukas Nelson & Promise of the Real                     | - Neil Young: Canada / USA - Lukas Nelson & Promise of the Real: USA | Folk rock, Country rock, Rock psichedelico, Hard rock, Grunge, Musica d'autore + Rock, Country rock, Roots rock |                                                                       | |
| 17 luglio | Piazza Napoleone | "Volevi il Rap": Fabri Fibra - Gué Pequeno - Marracash - Clementino | Italia                                                               | Hip hop, Gangsta rap, Conscious hip hop, Elettrorap, Pop rap                                                    |                                                                       | |
| 20 luglio | Piazza Napoleone | Simply Red (Mick Hucknall, Ian Kirkham, ecc.) - Anastacia           | - Simply Red: UK - Anastacia: USA                                    | Pop, Soul, R&B, Soul bianco - Pop rock, Soul bianco, Dance pop                                                  | Anastacia: Ultimate Collection World Tour                             | |
| 21 luglio | Piazza Napoleone | Negramaro                                                           | Italia                                                               | Rock alternativo, Pop rock, Pop                                                                                 | La rivoluzione sta arrivando Tour                                     | |
| 22 luglio | Piazza Napoleone | Beppe Grillo                                                        | Italia                                                               | Talk show |                                                                       | Evento annullato |
| 23 luglio | Piazza Napoleone | Marco Mengoni opening act: Bamboo                                   | Italia                                                               | Pop opening act: Musica elettronica                                                                             | Live                                                                  | |
| 24 luglio | Piazza Napoleone | Dieci storie proprio così                                           | Italia                                                               | Rappresentazione teatrale                                                                                       |                                                                       | Evento gratuito. Idea: Giulia Minoli. Drammaturgia: Emanuela Giordano e Giulia Minoli. Regia: Emanuela Giordano.                                      |
| 26 luglio | Piazza Napoleone | Talenti Lucchesi                                                    | Italia                                                               | Vari |                                                                       | Evento gratuito. Artisti e gruppi partecipanti: Gaudats Junk Band, Paolo Ardinghi, Stefano Pomponi (Effenberg), Andare oltre si può, Mattia Ringozzi. |
| 27 luglio | Piazza Napoleone | Edoardo Bennato                                                     | Italia                                                               | Rock, Musica d'autore, Folk, Rock and roll, Folk rock, Blues, Pop rock                                          | Tour di Edoardo Bennato                                               | Concerto gratuito |

#### 2017
| Data         | Location                         | Artista/Gruppo                                                       | Nazionalità                    | Generi musicali principali                                                                     | Tournée                                    | Note                |
| ------------ | -------------------------------- | -------------------------------------------------------------------- | ------------------------------ | ---------------------------------------------------------------------------------------------- | ------------------------------------------ | ------------------- |
| 14 giugno    | Piazza Napoleone                 | Green Day - Rancid                                                   | USA                            | Pop punk, Punk rock - Punk rock, Ska punk, Street punk                                         | Green Day: Revolution Radio Tour           |                     |
| 4 luglio     | Piazza Napoleone                 | Imagine Dragons                                                      | USA                            | Indie pop, Pop, Elettropop, Alt pop, Pop rock                                                  | Evolve World Tour                          |                     |
| 8 luglio     | Piazza Napoleone                 | Lauryn Hill - Kamasi Washington                                      | USA                            | Hip hop soul, Contemporary R&B, Neo soul - Jazz, Bebop                                         |                                            |                     |
| 9 luglio     | Piazza Napoleone                 | Ennio Morricone                                                      | Italia                         | Colonna sonora                                                                                 | The 60 years of music tour                 |                     |
| 11 luglio    | Piazza Napoleone                 | LP - Rag'n'Bone Man                                                  | - LP: USA - Rag'n'Bone Man: UK | Alt rock, Indie rock, Pop rock, Adult alt rock - Blues, Soul                                   |                                            |                     |
| 12 luglio    | Piazza Napoleone                 | A night of hip-hop/soul music featuring: Erykah Badu - Mary J. Blige | USA                            | Neo soul, Contemporary R&B, Jazz - Contemporary R&B, Hip hop soul, Hip hop                     |                                            |                     |
| 13 luglio    | Piazza Napoleone                 | Fedez & J-Ax                                                         | Italia                         | Pop, Elettrorap & Hip hop, Pop                                                                 | Tour 2017                                  |                     |
| 15 luglio    | Piazza Napoleone                 | Robbie Williams                                                      | UK                             | Pop, Britpop                                                                                   | The Heavy Entertainment Show Tour          |                     |
| 21 luglio    | Piazza Napoleone                 | Il Volo                                                              | Italia                         | Operatic pop                                                                                   | Notte Magica A tribute To the Three Tenors |                     |
| 22 luglio    | Piazza Napoleone                 | Macklemore & Ryan Lewis (Macklemore, Ryan Lewis)                     | USA                            | Pop rap, Alt hip hop                                                                           |                                            | Unica data italiana |
| 23 luglio    | Piazza Napoleone                 | Kasabian                                                             | UK                             | Alt rock, Indie rock, Rock elettronico, Neopsichedelia                                         |                                            |                     |
| 28 luglio    | Piazza Napoleone                 | Luis Fonsi                                                           | Porto Rico / USA               | Pop latino, Pop rock, Reggaeton                                                                | Love + Dance 2017 World Tour               |                     |
| 29 luglio    | Piazza Napoleone                 | Giorgio Panariello, Carlo Conti, Leonardo Pieraccioni                | Italia                         | Varietà                                                                                        | Panariello Conti Pieraccioni Il Tour       |                     |
| 30 luglio    | Piazza Napoleone                 | Enzo Avitabile                                                       | Italia                         | World music, Canzone napoletana, Fusion, Soul, Funk, Folk                                      |                                            | Concerto gratuito   |
| 31 luglio    | Piazza Napoleone                 | Pet Shop Boys                                                        | UK                             | Synth pop, Pop                                                                                 | The super tour                             | Unica data Italiana |
| 23 Settembre | Mura Storiche (ex Campo Balilla) | The Rolling Stones special guest: The Struts                         | UK                             | Blues rock, Hard rock, Rock and roll special guest: Glam rock, Indie rock, Alt rock, Hard rock | No Filter Tour                             | Unica data italiana |

#### 2018
| Data      | Location                         | Artista/Gruppo | Nazionalità | Generi musicali principali | Tournée                 | Note |
| --------- | -------------------------------- | --- | --- | --- | ----------------------- | --- |
| 23 giugno | Piazza Napoleone                 | Queens of the Stone Age - Rival Sons - CRX                                                                                            | USA | Alt rock, Stoner rock, Hard rock - Blues rock, Hard rock - Stoner rock, Indie rock, Industrial rock, Power pop, Pop rock, Garage rock, Desert rock, New wave |                         | |
| 27 giugno | Piazza Napoleone                 | Caparezza | Italia | Alt hip hop, Conscious hip hop, Rap rock |                         | |
| 1 luglio  | Piazza Napoleone                 | Sfera Ebbasta | Italia | Pop rap, Trap |                         | |
| 7 luglio  | Piazza Napoleone                 | Hollywood Vampires | USA | Hard rock, Punk rock, Rock, Heavy metal |                         | |
| 8 luglio  | Piazza Napoleone                 | Ringo Starr & His All-Starr Band (Ringo Starr, Steve Lukather, Gregg Rolie, Warren Ham, Gregg Bissonette, Colin Hay, Graham Gouldman) | UK (Ringo Starr: UK, Steve Lukather: USA, Gregg Rolie: USA, Warren Ham: USA, Gregg Bissonette: USA, Colin Hay: Australia / USA / UK, Graham Gouldman: UK) | Rock, Pop |                         | |
| 11 luglio | Mura Storiche (ex Campo Balilla) | Roger Waters | UK | Prog rock, Rock psichedelico | Us + Them Tour          | |
| 12 luglio | Piazza Napoleone                 | Gorillaz (Damon Albarn, Jamie Hewlett, ecc.)                                                                                          | UK (Damon Albarn: UK / Islanda, Jamie Hewlett: UK, ecc.)                                                                                                  | Alt hip hop | The Now Now Tour        | Primo concerto in Italia della band e debutto live in Italia |
| 14 luglio | Piazza Napoleone                 | Max Pezzali, Francesco Renga e Nek | Italia | Pop rock, Pop, Alt rock | Max Nek Renga Tour 2018 | |
| 17 luglio | Piazza Napoleone                 | Nick Cave and the Bad Seeds | Australia | Alt rock, Post-punk, Rock gotico, No wave |                         | |
| 18 luglio | Piazza Napoleone                 | Lenny Kravitz - Gary Clark Jr. | USA | Rock, Neopsichedelia, Hard rock - Blues rock, Soul, R&B, Rock and roll                                                                                       |                         | |
| 20 luglio | Piazza Napoleone                 | James Taylor e Bonnie Raitt | USA | Rock, Country, Country rock, Folk rock e Blues, Country |                         | |
| 22 luglio | Piazza Napoleone                 | Gianni Morandi | Italia | Musica leggera, Pop |                         | |
| 25 luglio | Piazza Napoleone                 | King Crimson | UK | Progr rock |                         | |
| 26 luglio | Piazza Napoleone                 | Norah Jones - Marcus Miller | USA | Country blues, Folk, Tradizionale - Jazz, Fusion, R&B, Rock, Funk                                                                                            |                         | |
| 27 luglio | Piazza Napoleone                 | Puccini Day | Italia | Opera |                         | Composizioni di Giacomo Puccini eseguite da: Beatrice Venezi (Direzione), Donata D'Annunzio Lombardi (Soprano), Lorenzo Decaro (Tenore), Giuseppe Altomare (Baritono), Orchestra del Giglio (Musica), Polifonica Lucchese (Coro). Serata gratuita in onore dei 160 anni di Giacomo Puccini. |

#### 2019
| Data      | Location                         | Artista/Gruppo                                                                                | Nazionalità                                                                            | Generi musicali principali                                                           | Tournée                              | Note |
| --------- | -------------------------------- | --------------------------------------------------------------------------------------------- | -------------------------------------------------------------------------------------- | ------------------------------------------------------------------------------------ | ------------------------------------ | --- |
| 28 giugno | Piazza Napoleone                 | Take That                                                                                     | UK                                                                                     | Pop, Dance pop                                                                       | Greatest Hits Live                   | |
| 29 giugno | Mura Storiche (ex Campo Balilla) | Ennio Morricone                                                                               | Italia                                                                                 | Colonna sonora                                                                       |                                      | Orchestra: Roma Sinfonietta; Cori: Nuovo Coro lirico sinfonico Romano, Coro C. Casini dell’Università di Roma Tor Vergata; Solisti: Nello Salza, Andrea Di Mario; Cantanti: Susanna Rigacci, Dulce Pontes |
| 30 giugno | Piazza Napoleone                 | Francesco De Gregori & Orchestra apri concerto: Noemi                                         | Italia                                                                                 | Musica d'autore, Pop rock, Folk apri concerto: Pop                                   | Noemi: Blues & Love Summer Tour 2019 | |
| 5 luglio  | Piazza Napoleone                 | Toto (Steve Lukather, David Paich, Joseph Williams, Warren Ham ecc.)                          | USA                                                                                    | Rock, Fusion                                                                         |                                      | |
| 6 luglio  | Piazza Napoleone                 | Calcutta                                                                                      | Italia                                                                                 | Indie pop, Musica d'autore, Pop                                                      |                                      | |
| 7 luglio  | Mura Storiche (ex Campo Balilla) | Elton John                                                                                    | UK                                                                                     | Pop, Piano rock                                                                      | Farewell Yellow Brick Road           | |
| 9 luglio  | Piazza Napoleone                 | Macklemore / Anastasio apri concerto: Khea                                                    | - Macklemore: USA - Anastasio: Italia - Khea: Argentina                                | Pop rap, Alt hip hop apri concerto: Trap                                             | Anastasio: La fine del mondo tour    | |
| 10 luglio | Piazza Napoleone                 | Tears for Fears                                                                               | UK                                                                                     | New wave, Synth pop                                                                  |                                      | |
| 12 luglio | Piazza Napoleone                 | New Order & Elbow                                                                             | UK                                                                                     | Synth pop, Alt dance, Post-punk, New wave, Alt rock, Elettronica & Britpop, Alt rock |                                      | New Order: Unica data italiana |
| 13 luglio | Piazza Napoleone                 | Mark Knopfler                                                                                 | UK                                                                                     | Rock, Folk rock                                                                      | Down the Road Wherever Tour          | |
| 16 luglio | Piazza Napoleone                 | Eros Ramazzotti                                                                               | Italia                                                                                 | Pop rock, Pop latino                                                                 | Vita Ce N'è World Tour 2019-2020     | |
| 18 luglio | Piazza Napoleone                 | Giorgia / Janelle Monáe                                                                       | - Giorgia: Italia - Janelle Monáe: USA                                                 | Pop, Soul, Contemporary R&B / Funk, Hip hop, New wave, Soul                          | Giorgia: Pop Heart Summer Nights     | Janelle Monáe: Unica data italiana |
| 19 luglio | Piazza Napoleone                 | Salmo / Måneskin                                                                              | Italia                                                                                 | Alt hip hop, Rapcore, Rap rock / Pop rock                                            |                                      | |
| 20 luglio | Piazza Napoleone                 | The Good, the Bad and the Queen (Damon Albarn, Paul Simonon, Simon Tong, Tony Allen)          | UK (Damon Albarn: UK / Islanda, Paul Simonon: UK, Simon Tong: UK, Tony Allen: Nigeria) | Indie rock, Folktronica                                                              |                                      | |
| 24 luglio | Piazza Napoleone                 | Suoni di mare: Enzo Avitabile con: Tony Esposito, Alfio Antico, Luigi Lai, Gianluigi Di Fenza | Italia                                                                                 | World music, Canzone napoletana, Fusion, Soul, Funk, Folk                            |                                      | Concerto gratuito |
| 26 luglio | Piazza Napoleone                 | Gemitaiz e MadMan                                                                             | Italia                                                                                 | Hip hop                                                                              |                                      | Unica data estiva |
| 27 luglio | Piazza Napoleone                 | Scorpions                                                                                     | Germania                                                                               | Heavy metal, Pop metal, Hair metal, Hard rock, Album-oriented rock                   | Crazy World Tour                     | Unica data italiana |
| 29 luglio | Piazza Napoleone                 | Sting                                                                                         | UK                                                                                     | Rock                                                                                 |                                      | |

### Anni 2020

#### 2020
L'evento fu cancellato a causa della Pandemia di Covid-19.
Avrebbero dovuto esibirsi:
- 13 giugno: Paul McCartney (@ Mura storiche)
- 26 giugno: Nick Mason's Saucerful of Secrets
- 27 giugno: Beck
- 28 giugno: Liam Gallagher
- 4 luglio: Lynyrd Skynyrd
- 5 luglio: John Legend
- 7 luglio: Anderson Paak & Free Nationals + Little Simz
- 17 luglio: Ben Harper & The Innocent Criminals
- 18 luglio: Yusuf Cat Stevens
- 19 luglio: Liam Payne + Elodie
- 24 luglio: Paolo Conte
- 25 luglio: Celine Dion (@ Mura storiche) (unica data italiana)
- 26 luglio: Brunori Sas
- 27 luglio: Patti Smith and band

#### 2021
L'evento fu cancellato a causa della Pandemia di Covid-19.
Avrebbero dovuto esibirsi:
- 26 giugno: Nick Mason's Saucerful of Secrets
- 27 giugno: Beck
- 7 luglio: Liam Gallagher
- 10 luglio: John Legend
- 17 luglio: Céline Dion
- 18 luglio: Ben Harper & The Innocent Criminals
- 24 luglio: Paolo Conte
- 25 luglio: Brunori Sas

#### 2022
| Data      | Location                         | Artista/Gruppo                                                                                                 | Nazionalità                                                      | Generi musicali principali                                                                                                | Tournée                                      | Note                                                                     |
| --------- | -------------------------------- | --- | ---------------------------------------------------------------- | --- | -------------------------------------------- | ------------------------------------------------------------------------ |
| 25 giugno | Piazza Napoleone                 | Nick Mason's Saucerful of Secrets                                                                              | UK                                                               | Rock psichedelico |                                              |                                                                          |
| 26 giugno | Piazza Napoleone                 | Paolo Conte | Italia                                                           | Jazz, Musica d'autore | 50 years of Azzurro Live Tour                |                                                                          |
| 1 luglio  | Piazza Napoleone                 | Caparezza | Italia                                                           | Alt hip hop, Conscious hip hop, Rap rock                                                                                  | Exuvia Estate 2022                           |                                                                          |
| 6 luglio  | Piazza Napoleone                 | Liam Gallagher - Kasabian                                                                                      | UK                                                               | Britpop, Rock, Alt rock - Alt rock, Indie rock, Rock elettronico, Neopsichedelia                                          | Liam Gallagher: C'mon You Know Tour          | Liam Gallagher: Unica data italiana                                      |
| 8 luglio  | Piazza Napoleone                 | Twenty One Pilots                                                                                              | USA                                                              | Alt hip hop, Elettropop, Indie pop                                                                                        |                                              |                                                                          |
| 9 luglio  | Piazza Napoleone                 | John Legend apri concerto: Owenn                                                                               | USA                                                              | Neo soul, Contemporary R&B, Pop apri concerto: Pop, Rock                                                                  |                                              | John Legend: Unica data italiana                                         |
| 10 luglio | Piazza Napoleone                 | Antonello Venditti & Francesco De Gregori                                                                      | Italia                                                           | Musica d'autore, Piano rock, Pop, Folk                                                                                    | Venditti & De Gregori Il Tour                |                                                                          |
| 14 luglio | Piazza Napoleone                 | Robert Plant e Alison Krauss opening: Carmen Consoli                                                           | - Robert Plant: UK - Alison Krauss: USA - Carmen Consoli: Italia | Hard rock, Heavy metal, Blues rock, Folk rock e Bluegrass, Country, Prog bluegrass opening: Alt rock, Pop rock, Folk rock | Carmen Consoli: Volevo fare la rockstar Tour |                                                                          |
| 15 luglio | Piazza Napoleone                 | Litfiba | Italia                                                           | Rock latino, New wave, Pop rock, Hard rock                                                                                | 2022 L'Ultimo Girone                         |                                                                          |
| 16 luglio | Piazza Napoleone                 | Marracash | Italia                                                           | Conscious hip hop | Summer Tour                                  |                                                                          |
| 17 luglio | Piazza Napoleone                 | Ben Harper & Innocent Criminals (Ben Harper, Leon Mobley, Oliver Charles) opening: Christone "Kingfish" Ingram | USA                                                              | Adult alt rock, Musica d'autore, Blues rock, Folk rock, Reggae, Funk rock opening: Blues, Rock, Blues rock, Soul, Gospel  |                                              |                                                                          |
| 20 luglio | Mura Storiche (ex Campo Balilla) | Zucchero Fornaciari                                                                                            | Italia                                                           | Pop, Blues, Soul, Rock | World Wild Tour                              |                                                                          |
| 21 luglio | Mura Storiche (ex Campo Balilla) | Blanco | Italia                                                           | Pop, Rapcore | Blu celeste Tour                             |                                                                          |
| 24 luglio | Piazza Napoleone                 | Brunori Sas | Italia                                                           | Musica d'autore, Indie pop                                                                                                |                                              |                                                                          |
| 31 luglio | Mura Storiche (ex Campo Balilla) | Justin Bieber opening: Rkomi - Mara Sattei                                                                     | - Justin Bieber: Canada - Rkomi: Italia - Mara Sattei: Italia    | Pop, Pop rap, Indie pop, Urban, Trap                                                                                      | Justice World Tour                           | Unica data italiana e prima mondiale dopo lo stop per problemi di salute |

#### 2023
| Data        | Location                                   | Artista/Gruppo                                                                              | Nazionalità | Generi musicali principali                                                        | Tournée                              | Note                                         |
| ----------- | ------------------------------------------ | ------------------------------------------------------------------------------------------- | --- | --------------------------------------------------------------------------------- | ------------------------------------ | -------------------------------------------- |
| 29 giugno   | Piazza Napoleone                           | Kiss special guest: Skid Row                                                                | USA | Hard rock, Pop metal special guest: Heavy metal, Pop metal, Hair metal, Hard rock | Kiss: End of the Road World Tour     | Unica data italiana                          |
| 1 luglio    | Piazza Napoleone                           | Simply Red (Mick Hucknall, Ian Kirkham, ecc.)                                               | UK | Pop, Soul, R&B, Soul bianco                                                       | Summer '23                           |                                              |
| 4 luglio    | Piazza Napoleone                           | Generation Sex (Billy Idol, Tony James, Steve Jones, Paul Cook)                             | UK (Billy Idol: UK / USA,Tony James: UK, Steve Jones: UK, Paul Cook: UK)                                                          | Punk rock                                                                         |                                      | Unica data italiana e debutto live in Italia |
| 6 luglio    | Piazza Napoleone                           | Bob Dylan                                                                                   | USA | Folk rock, Musica d'autore, Country rock, Gospel                                  | Rough and Rowdy Ways World Wide Tour |                                              |
| 12 luglio   | Piazza Napoleone                           | Sigur Rós special guest: King Princess                                                      | - Sigur Rós: Islanda - King Princess: USA                                                                                         | Post-rock, Dream pop, Ambient, Art rock                                           |                                      |                                              |
| 13 luglio   | Piazza Napoleone                           | Placebo apri concerto: PEAKS!                                                               | - Placebo: UK - Peaks: Italia | Alt rock, Neo-glam apri concerto: Alt rock, New metal, Punk                       |                                      |                                              |
| 14 luglio   | Piazza Napoleone                           | Norah Jones apri concerto: Oscar Jerome                                                     | - Norah Jones: USA - Oscar Jerome: UK                                                                                             | - Norah Jones: Country blues, Folk, Tradizionale - Oscar Jerome: R&B, Soul, Dance |                                      | Unica data italiana                          |
| 15 luglio   | Mura Storiche (ex Campo Balilla)           | Céline Dion                                                                                 | Canada | Contemporary R&B, Pop, Rock, Gospel                                               | Courage World Tour                   | Concerto annullato                           |
| 16 luglio   | Piazza Napoleone                           | OneRepublic                                                                                 | USA | Pop rock, Pop, Elettropop, Alt rock                                               | Live In Concert                      |                                              |
| 17 luglio   | Piazza Napoleone                           | Pat Metheny                                                                                 | USA | Fusion, Jazz, World music, Latin jazz                                             | Side-Eye                             |                                              |
| 20 luglio   | Piazza Napoleone                           | Lil Nas X                                                                                   | USA | Fusion, Jazz, World music, Latin jazz                                             |                                      | Unica data italiana e debutto live in Italia |
| 21 luglio   | Piazza Napoleone                           | Checco Zalone                                                                               | Italia | Musica demenziale, Parodia, Pop                                                   | Amore + Iva                          |                                              |
| 22 luglio   | Mura Storiche (ex Campo Balilla)           | Blur (Damon Albarn, Graham Coxon, Alex James, Dave Rowntree) opening: DJ Ringo, Sounds Mint | - Blur: UK (Damon Albarn: UK / Islanda, Graham Coxon: UK, Alex James: UK, Dave Rowntree: UK) - DJ Ringo: Italia - Sounds Mint: UK | Britpop, Alt rock opening: DJ set, Indie rock, Punk, Pop punk, Alt rock, Britpop  |                                      | Unica data italiana                          |
| 25 luglio   | Piazza Napoleone                           | Jacob Collier - Snarky Puppy                                                                | - Jacob Collier: UK - Snarky Puppy: USA                                                                                           | Jazz, Funk, Neo soul, A cappella, Soul, Fusion - Jazz, Fusion                     |                                      |                                              |
| 28 luglio   | Mura Storiche (ex Campo Balilla)           | Robbie Williams special guest: Diodato                                                      | - Robbie Williams: UK - Diodato: Italia                                                                                           | Pop, Britpop special guest: Pop, Pop rock                                         | Robbie Williams: XXV Tour            | Unica data italiana                          |
| 2 settembre | Parco Bussoladomani, Lido di Camaiore (LU) | The Chemical Brothers special guest: DJ James Holroyd                                       | UK | Big beat special guest: House, Funk                                               |                                      | Unica data italiana                          |

#### 2024
| Data      | Location                         | Artista/Gruppo                                                                       | Nazionalità                                    | Generi musicali principali                                                          | Tournée                                            | Note |
| --------- | -------------------------------- | ------------------------------------------------------------------------------------ | ---------------------------------------------- | ----------------------------------------------------------------------------------- | -------------------------------------------------- | --- |
| 2 giugno  | Mura Storiche (ex Campo Balilla) | Eric Clapton                                                                         | UK                                             | Blues, Rock, Blues rock                                                             |                                                    | Unica data italiana |
| 8 giugno  | Mura Storiche (ex Campo Balilla) | Ed Sheeran special guest: Birdy                                                      | UK                                             | Pop opening: Indie folk, Indie pop, Folk pop                                        | Ed Sheeran: +–=÷× Tour                             | Unica data italiana |
| 9 giugno  | Mura Storiche (ex Campo Balilla) | Ed Sheeran special guest: Birdy                                                      | UK                                             | Pop opening: Indie folk, Indie pop, Folk pop                                        | Ed Sheeran: +–=÷× Tour                             | Data aggiunta a causa del sold-out dopo poche ore dall'apertura della prevendita dei biglietti dell'8 giugno |
| 28 giugno | Mura Storiche (ex Campo Balilla) | Puccini secondo Muti                                                                 | Italia                                         | Opera                                                                               |                                                    | Composizioni di Giacomo Puccini eseguite da: Riccardo Muti (direzione), Eleonora Buratto (soprano), Lidia Fridman (soprano), Mariangela Sicilia (soprano), Luciano Ganci (tenore), Dmitry Korchak (tenore), Francesco Meli (tenore) e Orchestra Giovanile Luigi Cherubini (in formazione da 130 elementi). Conduzione: Serena Autieri Concerto organizzato dal Comitato Promotore delle Celebrazioni Pucciniane con il Comune di Lucca e il Teatro del Giglio e con la collaborazione del Lucca Summer Festival.Evento trasmesso in diretta televisiva in mondovisione. |
| 30 giugno | Piazza Napoleone                 | Swedish House Mafia special guest: Parisi                                            | - Swedish House Mafia: Svezia - Parisi: Italia | House, Progressive house, EDM, Techno special guest: Pop, Dance pop, Hip hop, House | Swedish House Mafia: Paradise Again World Tour     | Unica data italiana |
| 3 luglio  | Piazza Napoleone                 | Tedua                                                                                | Italia                                         | Trap, Drill                                                                         | Il Paradiso Tour                                   | |
| 5 luglio  | Piazza Napoleone                 | Geolier                                                                              | Italia                                         | Trap, Hip hop                                                                       | Live 2024                                          | |
| 6 luglio  | Piazza Napoleone                 | The Smashing Pumpkins special guest: Tom Morello                                     | USA                                            | Alt rock, Indie rock, Grunge special guest: Alt metal, Funk metal, Rap rock         | The Smashing Pumpkins: The World Is A Vampire Tour | Unica data italiana |
| 7 luglio  | Piazza Napoleone                 | Rod Stewart                                                                          | UK                                             | Pop rock, Blues rock, Disco                                                         | Live in Concert - One Last Time                    | Unica data italiana |
| 11 luglio | Mura Storiche (ex Campo Balilla) | Calcutta                                                                             | Italia                                         | Indie pop, Musica d'autore, Pop                                                     | Relax Tour Estivo 2024                             | |
| 12 luglio | Piazza Napoleone                 | Lenny Kravitz                                                                        | USA                                            | Rock, Neopsichedelia, Hard rock                                                     | Blue Electric Light Tour 2024                      | |
| 15 luglio | Piazza Napoleone                 | Diana Krall                                                                          | Canada                                         | Jazz, Bossa nova, Pop                                                               | Tour 2024                                          | |
| 16 luglio | Piazza Napoleone                 | John Fogerty apri concerto: DJ Ringo                                                 | - John Fogerty: USA - DJ Ringo Italia          | Rock apri concerto: DJ set                                                          | John Fogerty: The Celebration Tour                 | Esibizione insieme ai figli Shane e Tyler Fogerty. Con riproposizione dei brani dei Creedence Clearwater Revival |
| 18 luglio | Piazza Napoleone                 | Salmo - Noyz Narcos                                                                  | Italia                                         | Alt hip hop, Rapcore, Rap rock - Hardcore hip hop                                   | Hellraisers Live                                   | |
| 19 luglio | Piazza Napoleone                 | Mika                                                                                 | Libano / UK                                    | Pop                                                                                 | Apocalypse Calypso Tour                            | Unica data italiana |
| 20 luglio | Piazza Napoleone                 | Sam Smith                                                                            | UK                                             | Pop soul                                                                            |                                                    | Unica data italiana |
| 21 luglio | Piazza Napoleone                 | Duran Duran                                                                          | UK                                             | New wave, Synth pop, Dance rock, New romantic                                       |                                                    | |
| 23 luglio | Piazza Napoleone                 | Duran Duran                                                                          | UK                                             | New wave, Synth pop, Dance rock, New romantic                                       |                                                    | Data aggiunta a causa del sold-out dopo poche ore dall'apertura della prevendita dei biglietti del 21 luglio |
| 24 luglio | Piazza Napoleone                 | Toto (Steve Lukather, David Paich, Joseph Williams, Warren Ham ecc.) + Marcus Miller | USA                                            | Rock, Fusion + Jazz, Fusion, R&B, Rock, Funk                                        | Dogz Of Oz Tour                                    | |
| 26 luglio | Piazza Napoleone                 | Gazzelle                                                                             | Italia                                         | Indie pop, Indietronica, Pop, Pop punk                                              | Estate 2024                                        | |

Talk 2024
| Data      | Location                                | Ospiti                                            | Conduttori                        | Note |
| --------- | --------------------------------------- | ------------------------------------------------- | --------------------------------- | ---- |
| 25 giugno | Cortile degli Svizzeri (Palazzo Ducale) | V come Vittorio Vittorio Cecchi Gori              | Eleonora Daniele e Ivan Zazzaroni |      |
| 4 luglio  | Cortile degli Svizzeri (Palazzo Ducale) | Vietati i segreti Veronica Gentili, Andrea Scanzi | Rossella Brescia                  |      |
| 8 luglio  | Piazza Napoleone                        | Una guerra tira l'altra Marco Travaglio           |                                   |      |

#### 2025
| Data      | Location         | Artista/Gruppo | Nazionalità                                                                                   | Generi musicali principali | Tournée                                                 | Note                                                                                 |
| --------- | ---------------- | --- | --------------------------------------------------------------------------------------------- | --- | ------------------------------------------------------- | ------------------------------------------------------------------------------------ |
| 28 giugno | Piazza Napoleone | Antonello Venditti | Italia                                                                                        | Musica d'autore, Piano rock, Pop | Notte prima degli esami 40th Anniversary - 2025 edition |                                                                                      |
| 1 luglio  | Piazza Napoleone | Dream Theater | USA                                                                                           | Prog metal | 40th Anniversary Tour                                   |                                                                                      |
| 3 luglio  | Piazza Napoleone | Carlos Santana | Messico / USA                                                                                 | Rock, Blues rock, Fusion, Rock latino, Latin metal | Onenes Tour 2025                                        |                                                                                      |
| 4 luglio  | Piazza Napoleone | Irama | Italia                                                                                        | Pop, Dance pop, Urban, Pop rap | Live 2025                                               |                                                                                      |
| 5 luglio  | Piazza Napoleone | Thirty Seconds to Mars special guest: Les Votives                                                                     | Thirty Seconds to Mars: USA Les Votives: Italia                                               | Alt rock | Seasons Tour                                            |                                                                                      |
| 6 luglio  | Piazza Napoleone | Till Lindemann special guest: Lacuna Coil guest: Master Boot Record guest: Messa (partecipazione ritirata)            | - Till Lindemann: Germania - Lacuna Coil: Italia - Master Boot Record: Italia - Messa: Italia | - Till Lindemann: Industrial metal, Alt metal, Neue Deutsche Härte - Lacuna Coil: Gothic metal, Alt metal, Heavy metal - Master Boot Record: Synth metal - Messa: Doom metal | Till Lindemann: Meine Welt Tour 2025                    | Till Lindemann: debutto live in Italia                                               |
| 10 luglio | Piazza Napoleone | Scorpions | Germania                                                                                      | Heavy metal, Pop metal, Hair metal, Hard rock, Album-oriented rock | 60 Years of Scorpions                                   | Unica data italiana                                                                  |
| 11 luglio | Piazza Napoleone | Ghali | Italia/ Tunisia                                                                               | Hip hop, Trap, Pop, Pop rap | Summer Tour 2025                                        |                                                                                      |
| 12 luglio | Piazza Napoleone | Riccardo Cocciante | Italia/ Francia                                                                               | Pop, Musica d'autore, Chanson | Io... Riccardo Cocciante                                |                                                                                      |
| 13 luglio | Piazza Napoleone | Robert Plant presents: Saving Grace (Oli Jefferson, Tony Kelsey, Matt Worley) feat. Suzi Dian apri concerto: Keb' Mo' | - Robert Plant: UK - Keb' Mo': USA                                                            | Folk, Spiritual, Blues | Saving Grace                                            | Unica data italiana                                                                  |
| 17 luglio | Piazza Napoleone | Nick Cave accompagnamento: Colin Greenwood                                                                            | - Nick Cave: Australia - Colin Greenwood: UK                                                  | Rock alternativo, Post-punk, Rock gotico, No wave, Musica d'autore | Solo                                                    |                                                                                      |
| 19 luglio | Piazza Napoleone | Nile Rodgers & Chic opening act: Son Mieux                                                                            | - Nile Rodgers: USA - Chic: USA - Son Mieux: Paesi Bassi                                      | - Nile Rodgers & Chic: Disco, Dance, Funk, R&B, Pop, Rock - Son Mieux: Indie pop, Indie rock                                                                                 |                                                         |                                                                                      |
| 20 luglio | Piazza Napoleone | Pet Shop Boys | UK                                                                                            | Synth pop, Pop | Dreamworld - The Greatest Hits Live                     | Unica data Italiana                                                                  |
| 21 luglio | Mura storiche    | Jennifer Lopez | USA                                                                                           | Pop latino, Dance pop | Up All Night Live In 2025                               | Unica data italiana Coreografie eseguite con 12 ballerini, tra cui Giuseppe Giofrè   |
| 22 luglio | Piazza Napoleone | Riccardo Muti dirige l'Orchestra Giovanile Luigi Cherubini                                                            | Italia                                                                                        | Musica classica, Opera, Colonna sonora |                                                         | Eseguite composizioni di: Vincenzo Bellini, Giuseppe Verdi, Nino Rota, Maurice Ravel |
| 23 luglio | Piazza Napoleone | Alanis Morissette | Canada/ USA                                                                                   | Alt rock, Pop rock | 2025 World Tour                                         |                                                                                      |
| 24 luglio | Piazza Napoleone | Simple Minds | UK                                                                                            | Pop rock, New wave, Post-punk, Synth pop | Summer Live 2025                                        |                                                                                      |
| 26 luglio | Piazza Napoleone | Morrissey | UK                                                                                            | Rock alternativo, Indie pop |                                                         |                                                                                      |
| 27 luglio | Piazza Napoleone | Bryan Adams | Canada                                                                                        | Hard rock, Pop rock | Roll with the Punches 2025                              |                                                                                      |

Talk 2025
| Data      | Location         | Ospiti | Conduttori                       | Note            |
| --------- | ---------------- | --- | -------------------------------- | --------------- |
| 7 luglio  | Piazza Napoleone | Il mondo delle arti incontra il Ministro Giuli Alessandro Giuli tra gli ospiti: Mimmo Calopresti, Mimmo D'Alessandro, Mario Pardini | Roberto Inciocchi                | Evento gratuito |
| 8 luglio  | Piazza Napoleone | Politically correct. A chi? Neri Parenti e Fausto Brizzi                                                                            | Alessandro Ferrucci              | Evento gratuito |
| 14 luglio | Piazza Napoleone | H come Heather Parisi Heather Parisi                                                                                                | Alessandro Ferrucci              | Evento gratuito |
| 15 luglio | Piazza Napoleone | Signori in giallo Giampaolo Simi e Antonio Manzini                                                                                  | Rossella Brescia, Pino Strabioli | Evento gratuito |
| 16 luglio | Piazza Napoleone | Stasera si parla di calcio! Pierluigi Collina, Silvio Baldini, Enrico Castellacci                                                   |                                  | Evento gratuito |
| 18 luglio | Piazza Napoleone | I Migliori Danni della Nostra Vita Marco Travaglio                                                                                  |                                  |                 |